# Planetární stezka v Uherském Brodě
Planetární stezka v Uherském Brodě, nazývaná také Naučná planetární stezka, je netradiční naučná stezka (cyklistická a turistická trasa) ve městě Uherský Brod v okrese Uherské Hradiště. Nachází se také v Prakšické pahorkatině, ve Zlínském kraji a na Slovácku.

## Historie a popis
Planetární stezka v Uherském Brodě je zaměřena na astronomii a geologii naší Sluneční soustavy. Zobrazuje Slunce, jednotlivé planety a další vesmírné objekty Sluneční soustavy. Ty jsou znázorněny ve skutečných poměrných velikostech a vzdálenostech jako ve Sluneční soustavě. Vzdálenosti mezi informačními panely (potažmo kosmickými tělesy) jsou v měřítku 1:2,5×108. Modely kosmických těles jsou vyrobeny v měřítku 1:1,25×108. Originální je zpodobnění planet ve tvaru žulových koulí, jejichž materiál pochází například až z jižní Ameriky, Indie či Českomoravské vrchoviny a to tak, aby struktura kamene a jeho barva korespondovaly co nejvíce s povrchem jednotlivých objektů Sluneční soustavy. Začátek trasy je v Uherském Brodu (v parku pod Seichertovou ulicí, nad nádražím) a pokračuje přes Masarykovo náměstí, Mariánské náměstí, zámek a muzeum Jana Amose Komenského, hřbitov, Hvězdárnu Uherský Brod až na konec, který je v Uherském Brodu-Maršově (u environmentálního střediska DDM Uherský Brod). Naučná stezka byla postavena v roce 2015, je v kopcovitém terénu a má délku 7 km.

### Informační panely na zastaveních
Stezka má 14 zastavení s informačními panely a modely vesmírných těles:
1. Model Slunce a Sluneční soustava
2. Model Merkur
3. Model Venuše
4. Model Země
5. Model Mars
6. Hlavní pás planetek
7. Model Jupiter
8. Model Saturn
9. Model Uran
10. Model Neptun
11. Afélium Halleyho komety
12. Model Pluto
13. Kuiperův pás komet
14. Hranice Sluneční soustavy

## Další informace
Stezka je celoročně volně přístupná. Poblíž hvězdárny se Planetární stezka potkává s naučnou Galaktickou stezkou, která se na 5 panelech zaměřuje na vesmír za hranicemi naší Sluneční soustavy. Stezka také navazuje na Havřickou naučnou stezku a další cyklostezky.

## Galerie

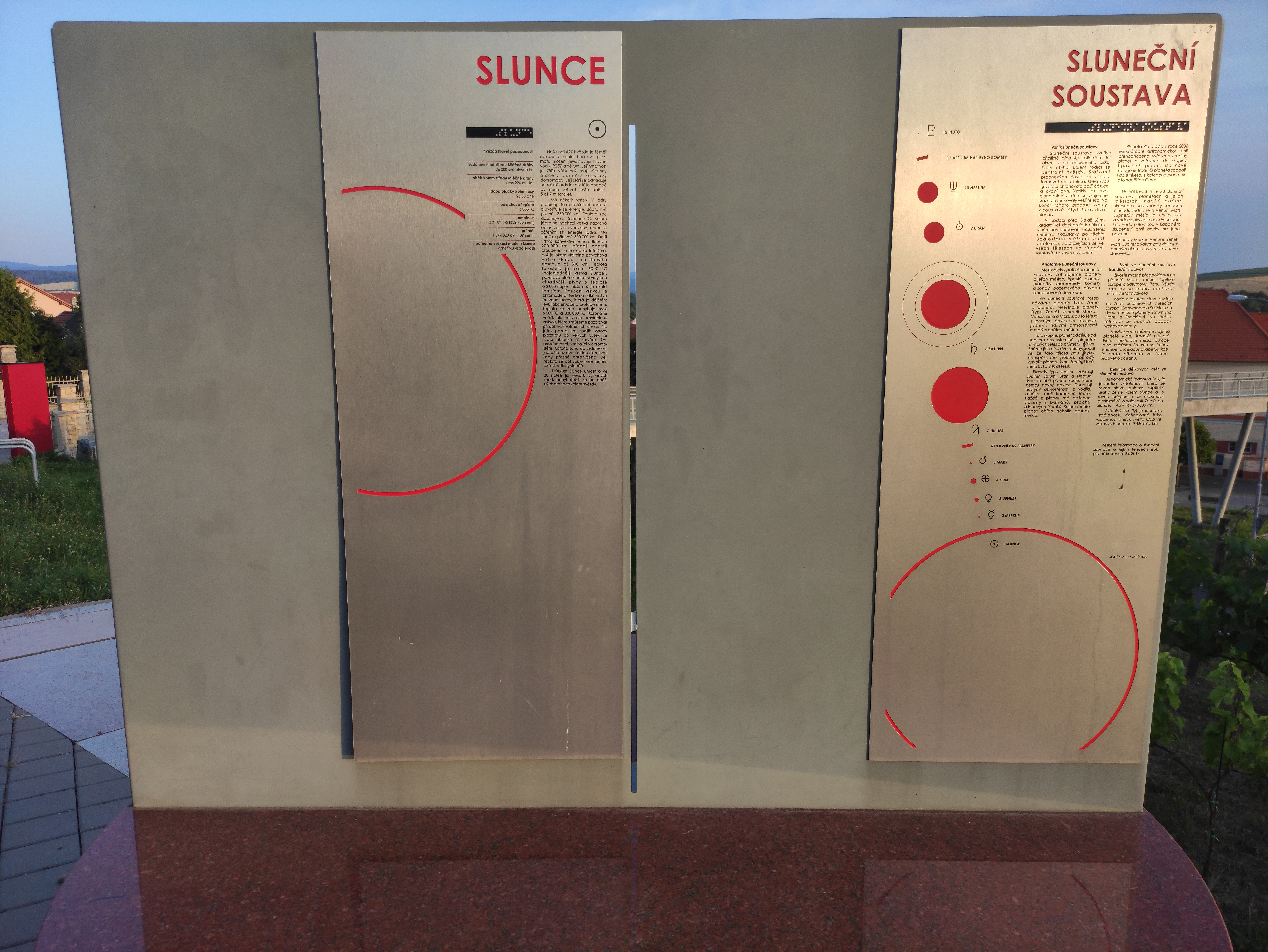
Slunce a Sluneční soustava
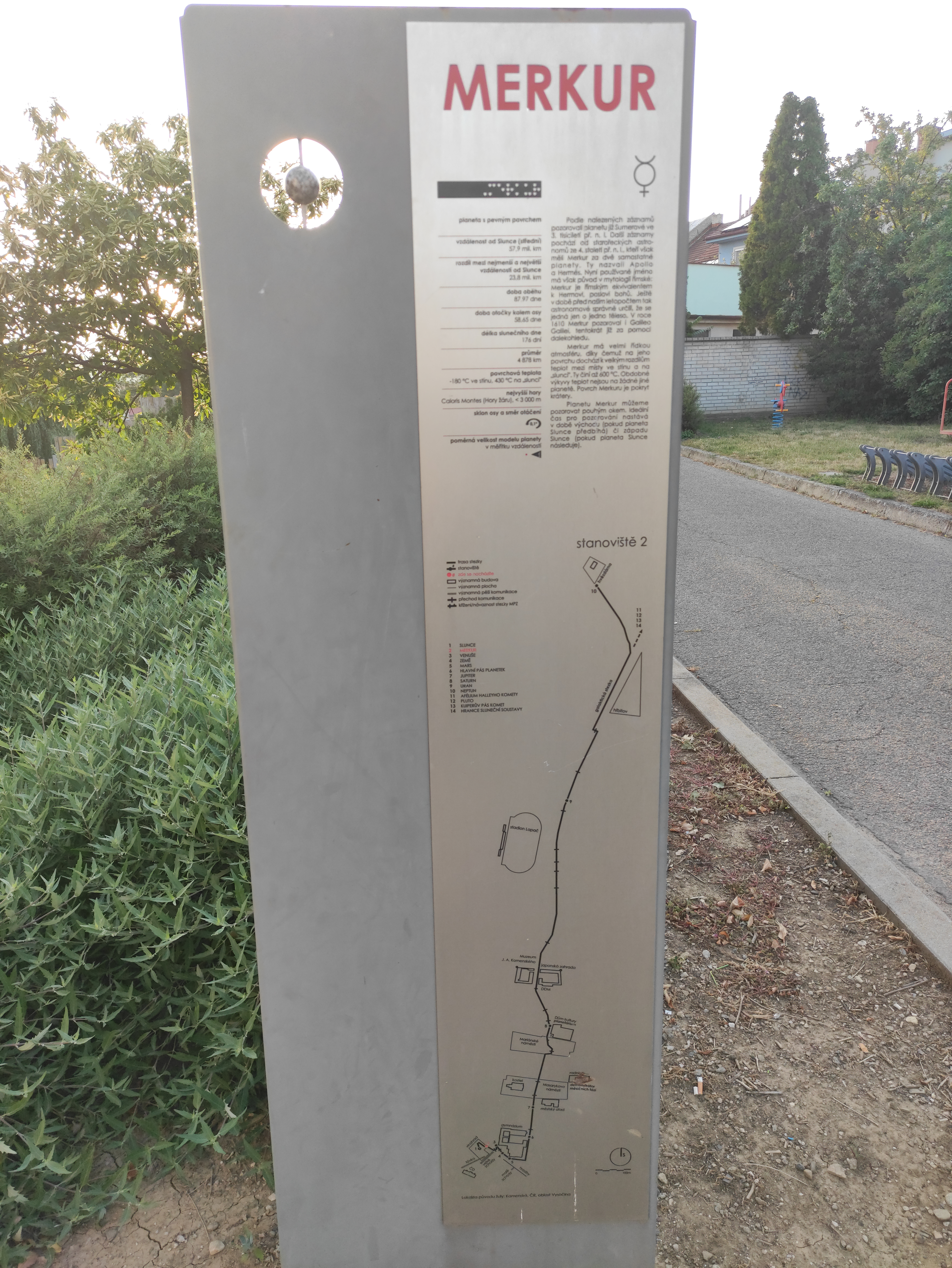
Planeta Merkur
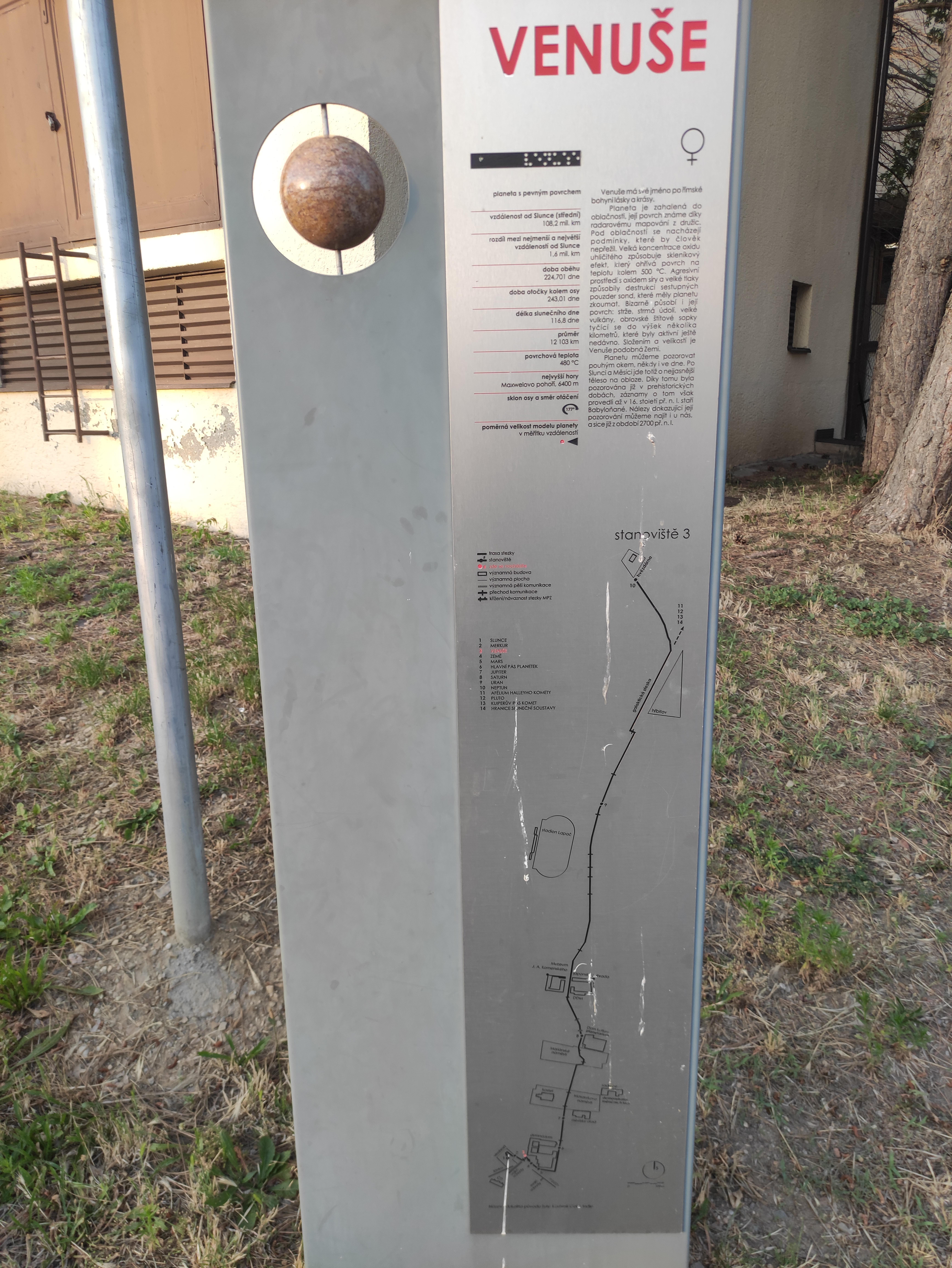
Planeta Venuše
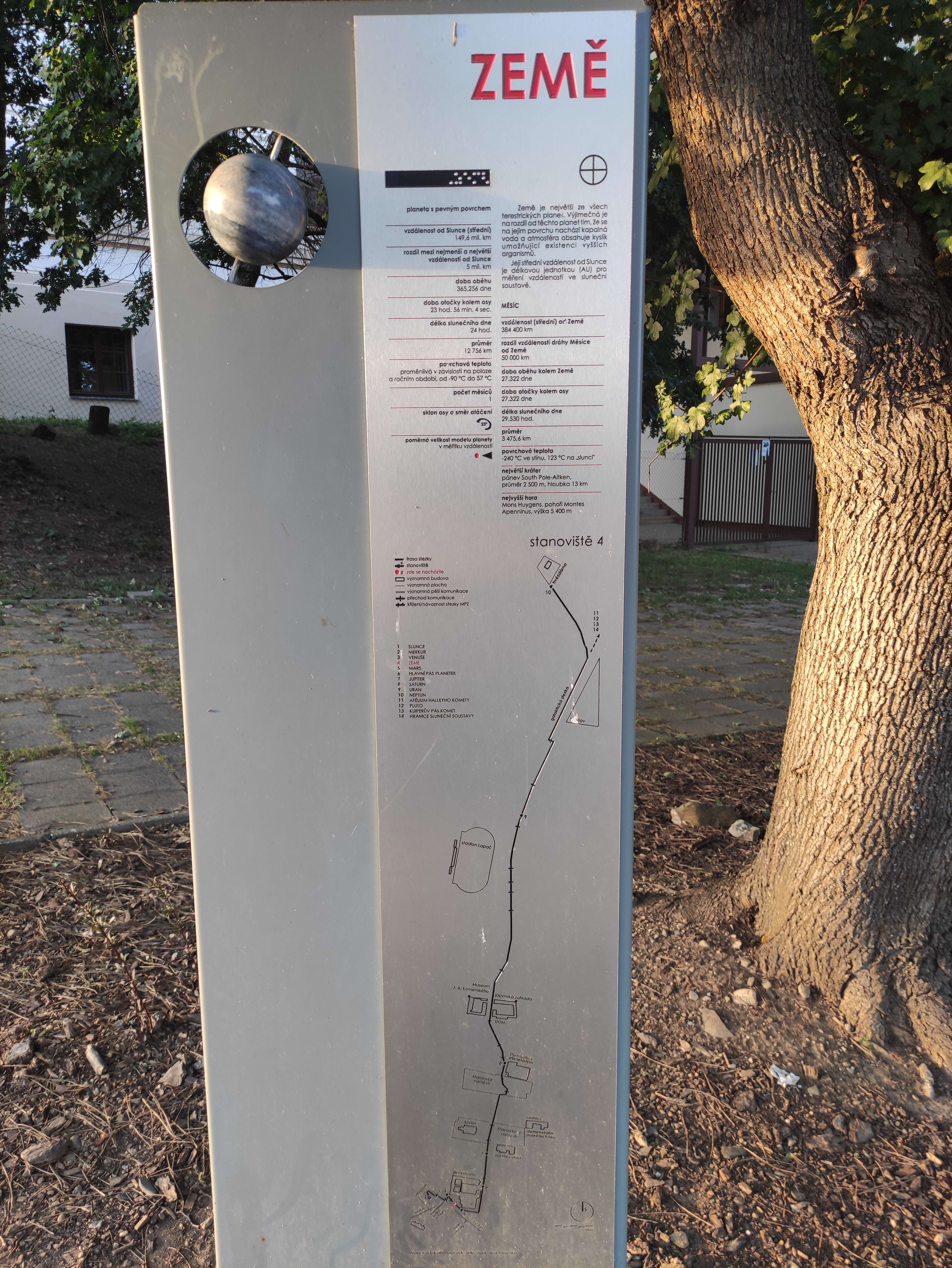
Planeta Země
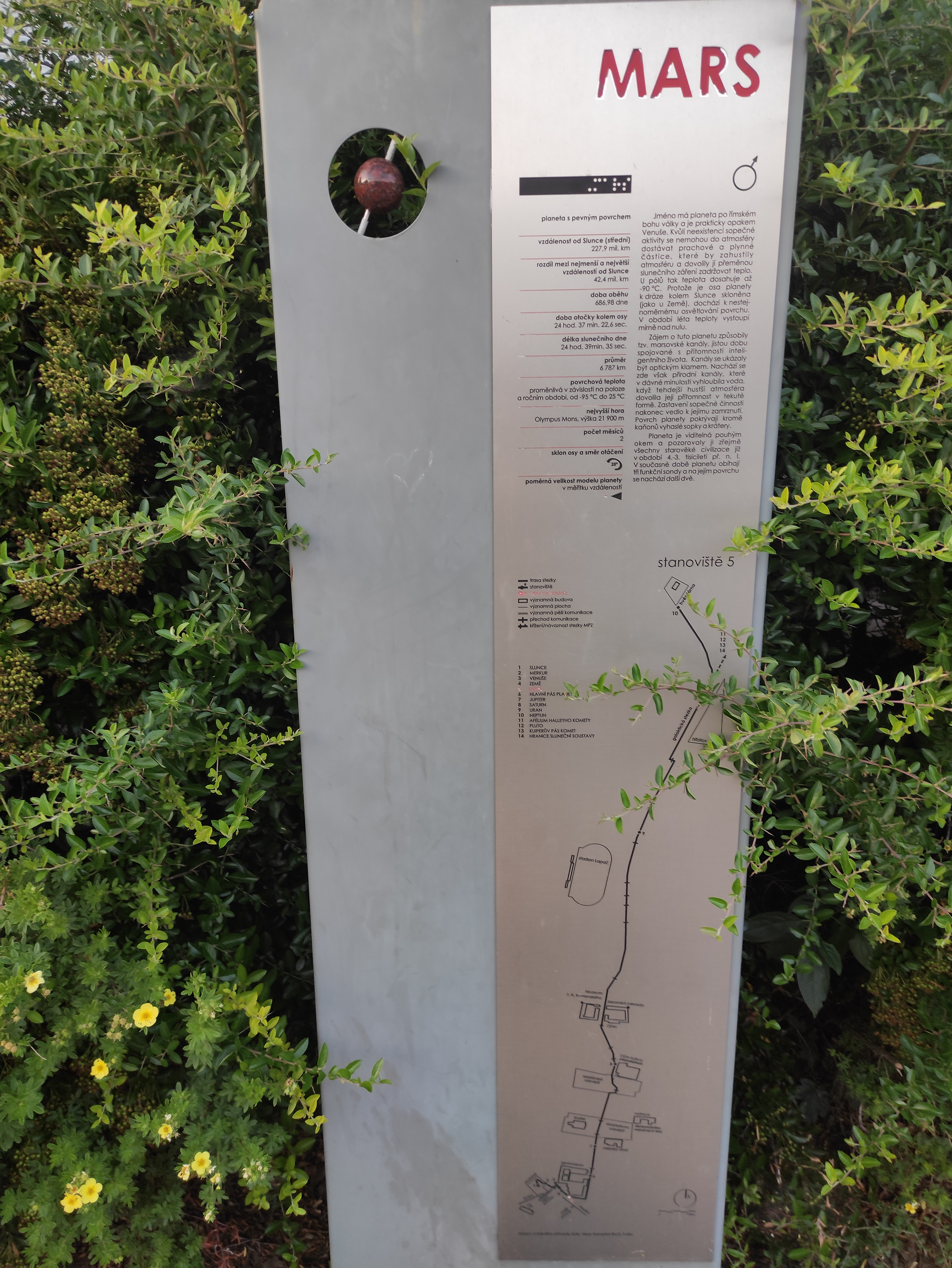
Planeta Mars
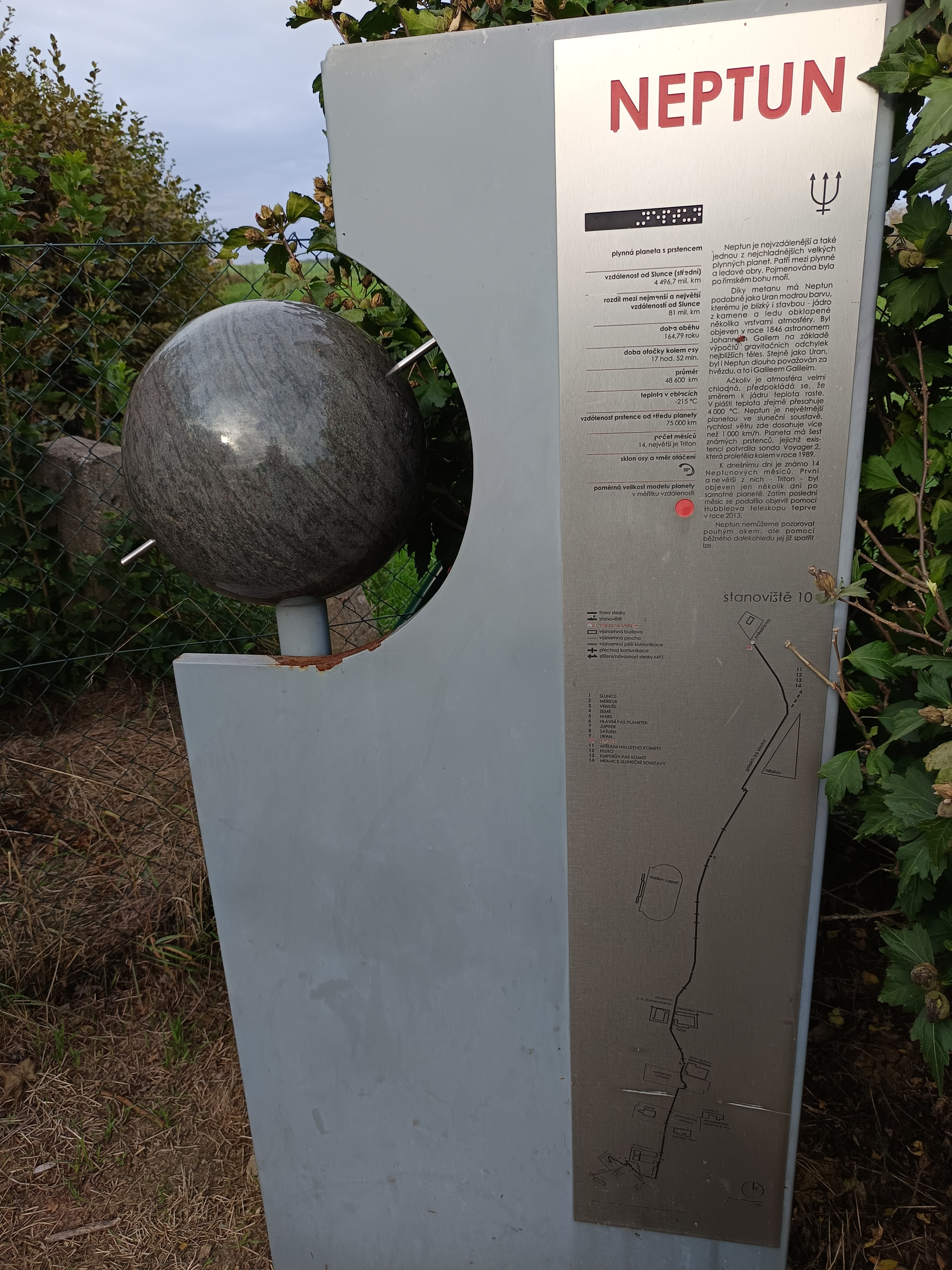
Planeta Neptun